# Autobusna linija br. 263 u Zagrebu
Linija 263 (Dubec – Sesvete – Kašina – Planina Gornja) prigradska je autobusna linija u Zagrebu.
Prometuje svaki dan na trasi: Dubec – ul. Dubrava – Zagrebačka cesta – Ninska – (smjer B: Zagrebačka cesta lijevo) – Bistrička ulica – Kašinska cesta – Vugrovečka cesta – Zlatarska ulica – Glavna cesta – Ulica Ota Habeka – Kralji – Cesta Ivana Mažuranića – Sesvetska cesta – Planina Gornja.
Između Dupca i Sesveta ne staje na usputna stajališta, a značajan broj polazaka prometuje skraćeno na trasi Dubec – Sesvete – Kašina.
Povezuje naselja Planina Gornja, Kašina, Paruževina, Đurđekovec i Markovo Polje s željezničkim kolodvorom Sesvete te direktno nastavlja putovanje do tramvajsko-autobusnog terminala Dubec.

## Vanjske poveznice
- Vozni red linije 263

1. ↑  Datoteke u GTFS formatu. zet.hr. Pristupljeno 5. lipnja 2025. - Sadrži informacije tijela javne vlasti u skladu s Otvorenom dozvolom